# Isometria (geometria de Riemann)
No estudo da geometria de Riemann, em matemática, uma isometria local a partir de uma (pseudo-)variedade de Riemann em relação a outra é um mapa que regride o tensor métrico na segunda variedade para o tensor métrico na primeira. Quando tal mapa é também um difeomorfismo, esse mapa é chamado de uma isometria (ou isomorfismo isométrico), e fornece uma noção de isomorfismo ("trata-se do mesmo") na categoria Rm de variedades de Riemann.